# Moriya (Ibaraki)
Moriya (守谷市 Moriya-shi?) es una  ciudad localizada en la Prefectura de Ibaraki en Japón.
A 1 de diciembre de 2013, la ciudad tenía un estimado poblacional de 63.702 habitantes y una densidad de población de 1,790 personas  por km². El área total del municipio es de 35,63 km².

## Historia
Moriya se desarrolló en el período período Kamakura como una ciudad castillo que gobernó el Clan Sōma. Durante el Shogunato Tokugawa del Período Edo, el área fue gobernada como parte del Dominio de Sakura, seguido después por el Dominio de Sekiyado. 
La localidad de Moriya se estableció en el Distrito de Kitasōma (北相馬郡), el 1 de abril de 1889 con la creación del sistema municipal. 
La moderna Moriya fue elevada el 2 de febrero de 2002 a la categoría de ciudad; en ese entonces Moriya se disgregó del Distrito de Kitasōma, por lo tanto, dejó de pertenecer a ese distrito.

## Geografía
Moriya se encuentra en el suroeste de la prefectura de Ibaraki, bordea por la prefectura de Chiba al suroeste. La ciudad está rodeada por tres ríos, el Kinugawa, Kokaigawa y el río Tone, uno de los ríos más largos de Japón. 
Se está localizada a unos 35 kilómetros del centro de Tokio. 
La ciudad se encuentra ubicada en la región suroeste de la Prefectura de Ibaraki, al  noreste del río Tone. Su territorio limita al norte con Jōsō (常総市 Jōsō-shi) y con Tsukubamirai (つくばみらい市  Tsukubamirai-shi); al este con Toride (取手市  Toride-shi), y al suroeste cruzando el río Tone con Kashiwa (柏市  Kashiwa-shi) y Noda (野田市  Noda-shi) ambas ciudades pertenecientes a  la Prefectura  de Chiba.

## Transporte
En agosto de 2005 se terminó de construir la nueva línea férrea Tsukuba Express, que conecta a la ciudad con Akihabara en Tokio y con la ciudad de Tsukuba (Ibaraki).  La estación Moriya Station de esta línea está ubicada a unos 35 minutos de Akihabara.
Además, de la anterior línea de tren, dispone la ciudad de la vía férrea la Línea Jōsō con tres estaciones: Shinmoriya Station, Moriya Station & Minamimoriya Station. A través de esta línea yendo al norte se puede ir a la ciudad de Mito , pero se debe cambiar a la Línea Mito en Shimodate Station de la ciudad de Chikusei; también viajando al sur, se puede utilizar esta línea con destino a la metrópoli de Tokio, para lo cual se debe cambiar a la Línea Jōban en Toride Station de la ciudad de Toride.
En la estación central Moriya Station se cruzan las líneas de trenes Tsukuba Express y Línea Jōsō, y allí se puede cambiar de línea férrea de acuerdo a las necesidades.
La ciudad cuenta con una cercana entrada por “Yawara IC” en la ciudad de Tsukubamirai a la autopista Jōban Expressway, para desplazarse a la metrópoli de Tokio o a la capital de la prefectura (Mito).

## Galería de imágenes

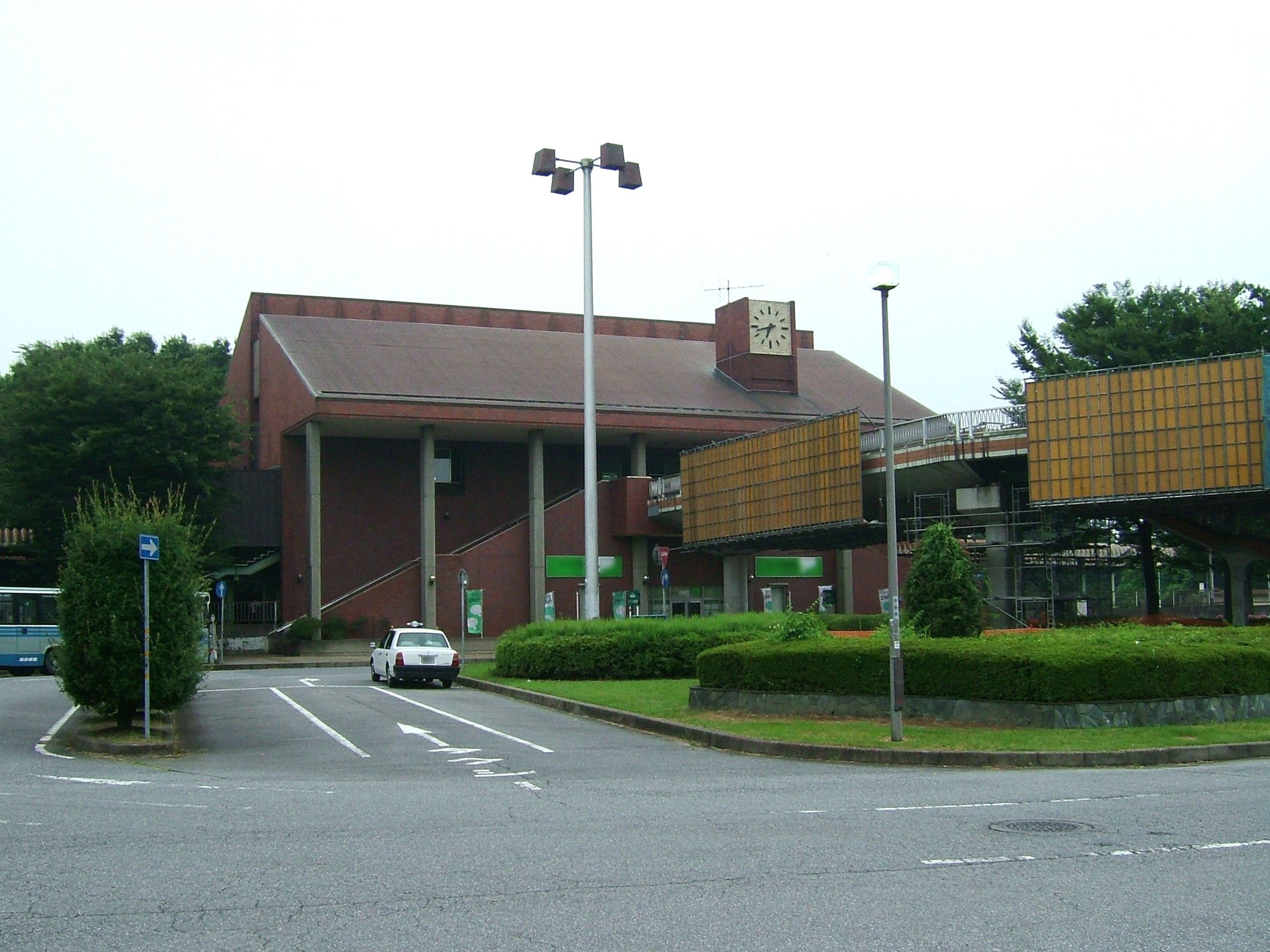
Estación Shinmoriya, vía férrea Kantō Jōsō Line.
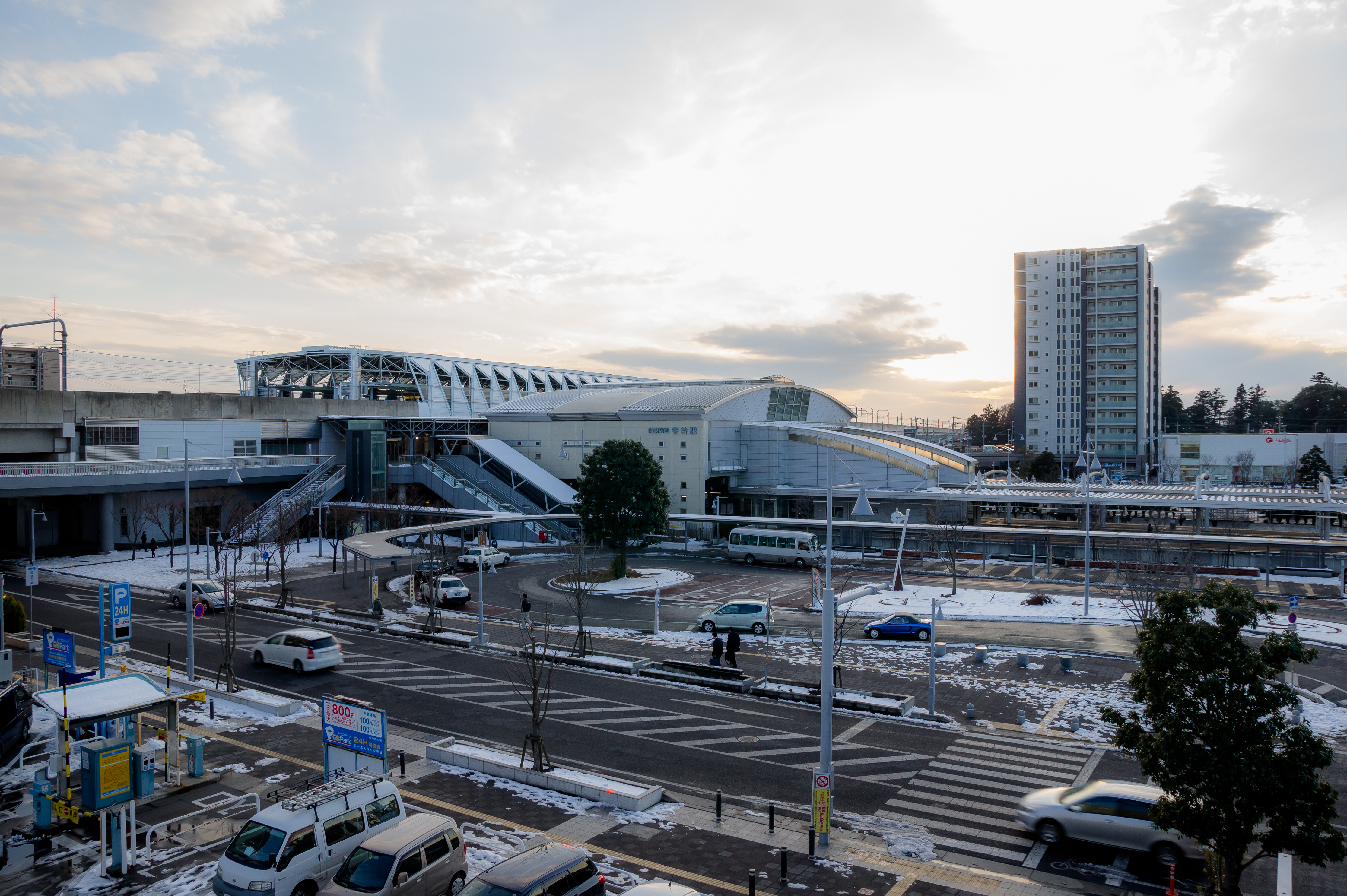
Estación Central de Moriya.
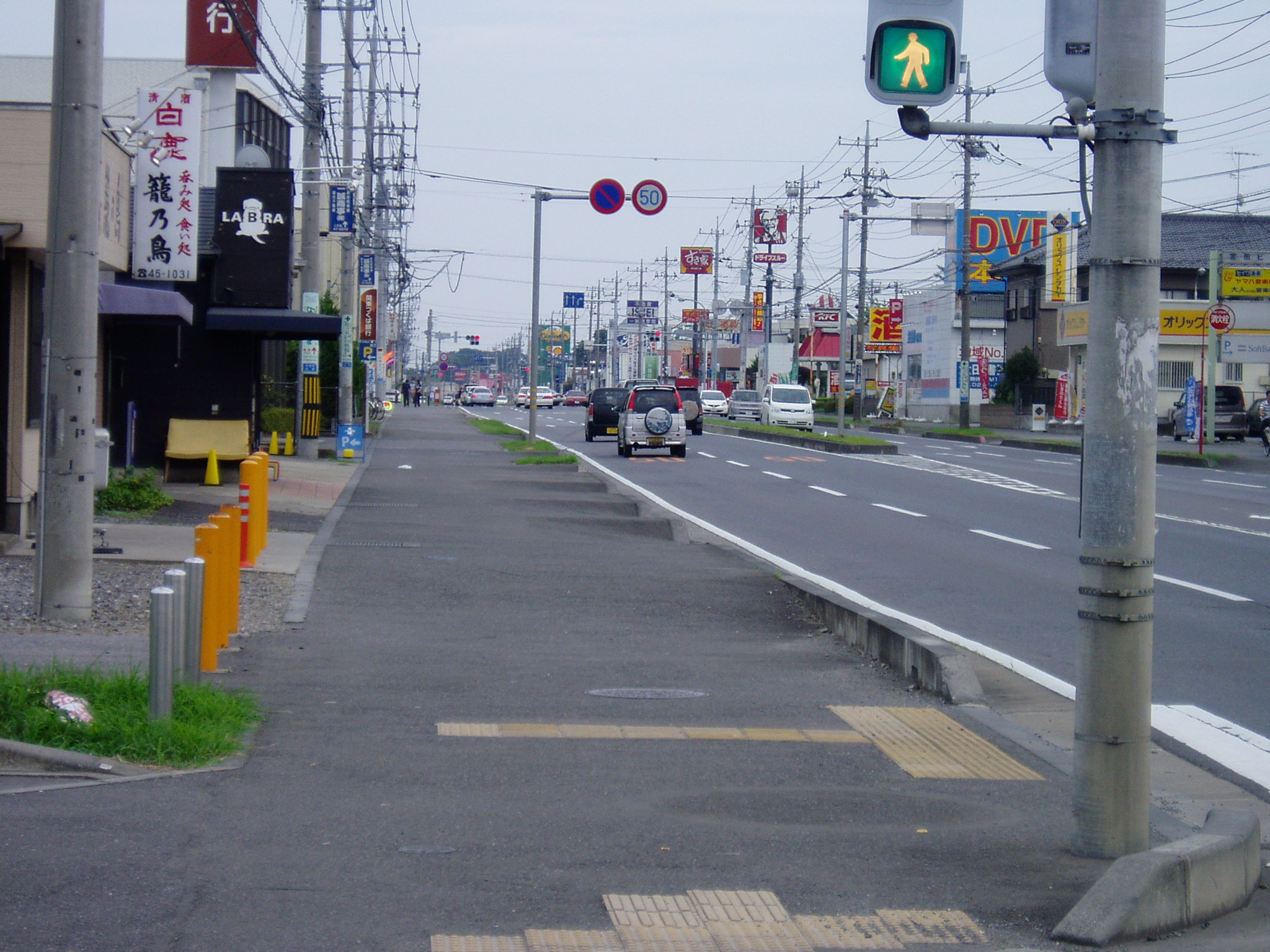
Ruta Nacional 294 en la ciudad de Moriya.
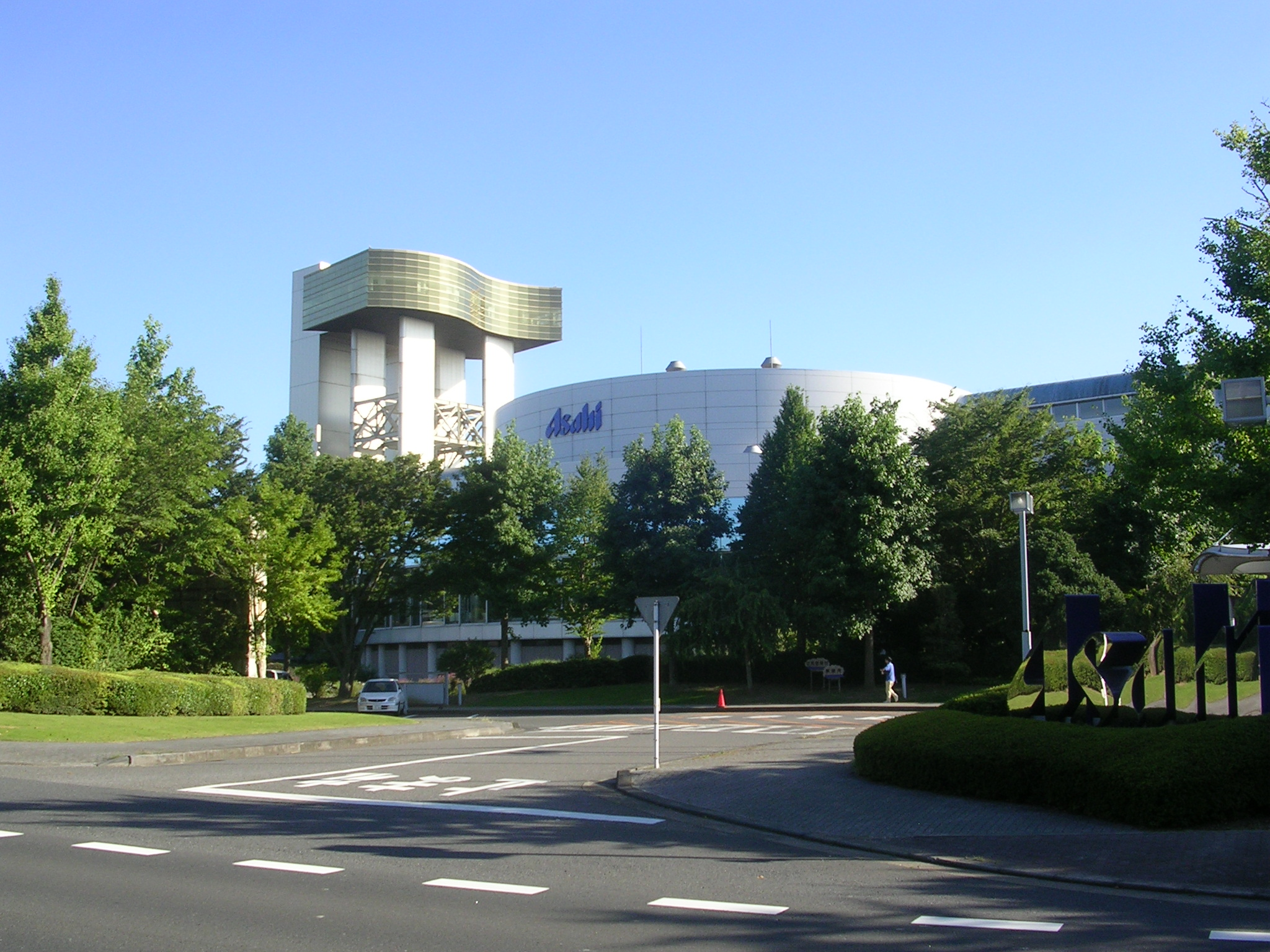
Cervecería Asahi en Moriya.
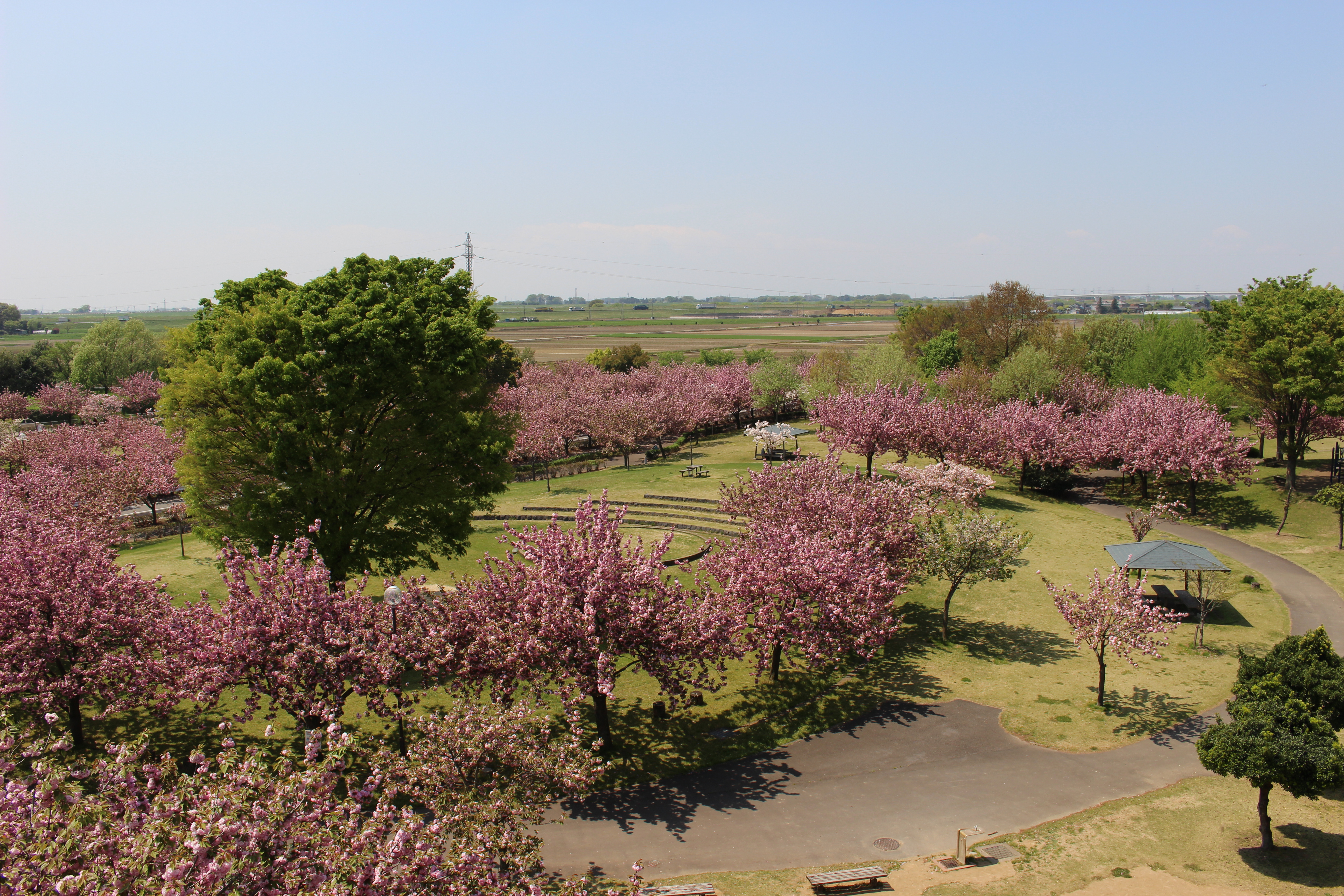
Parque Forestal de Sakura.
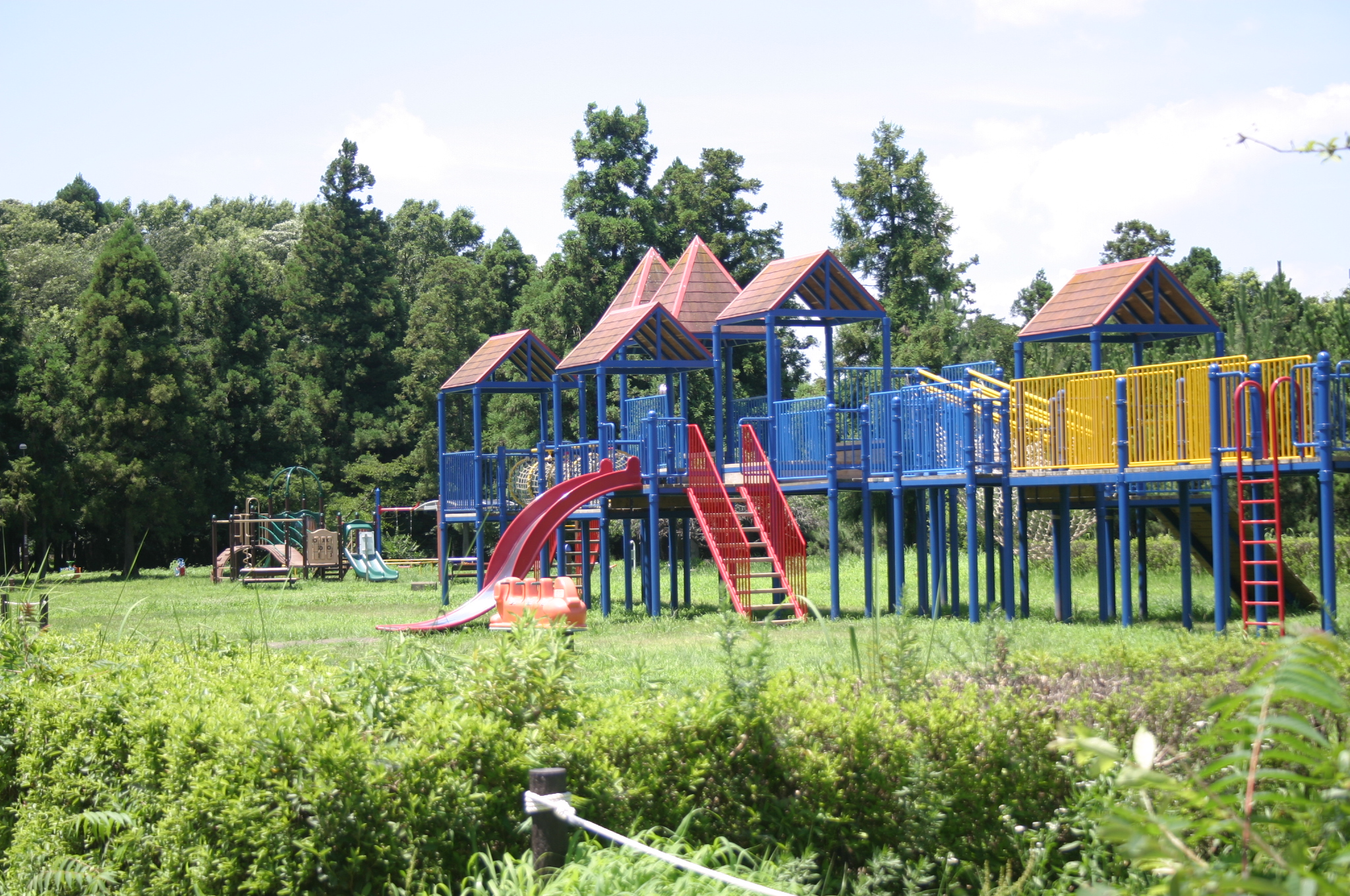
Parque Forestal Kitazono.
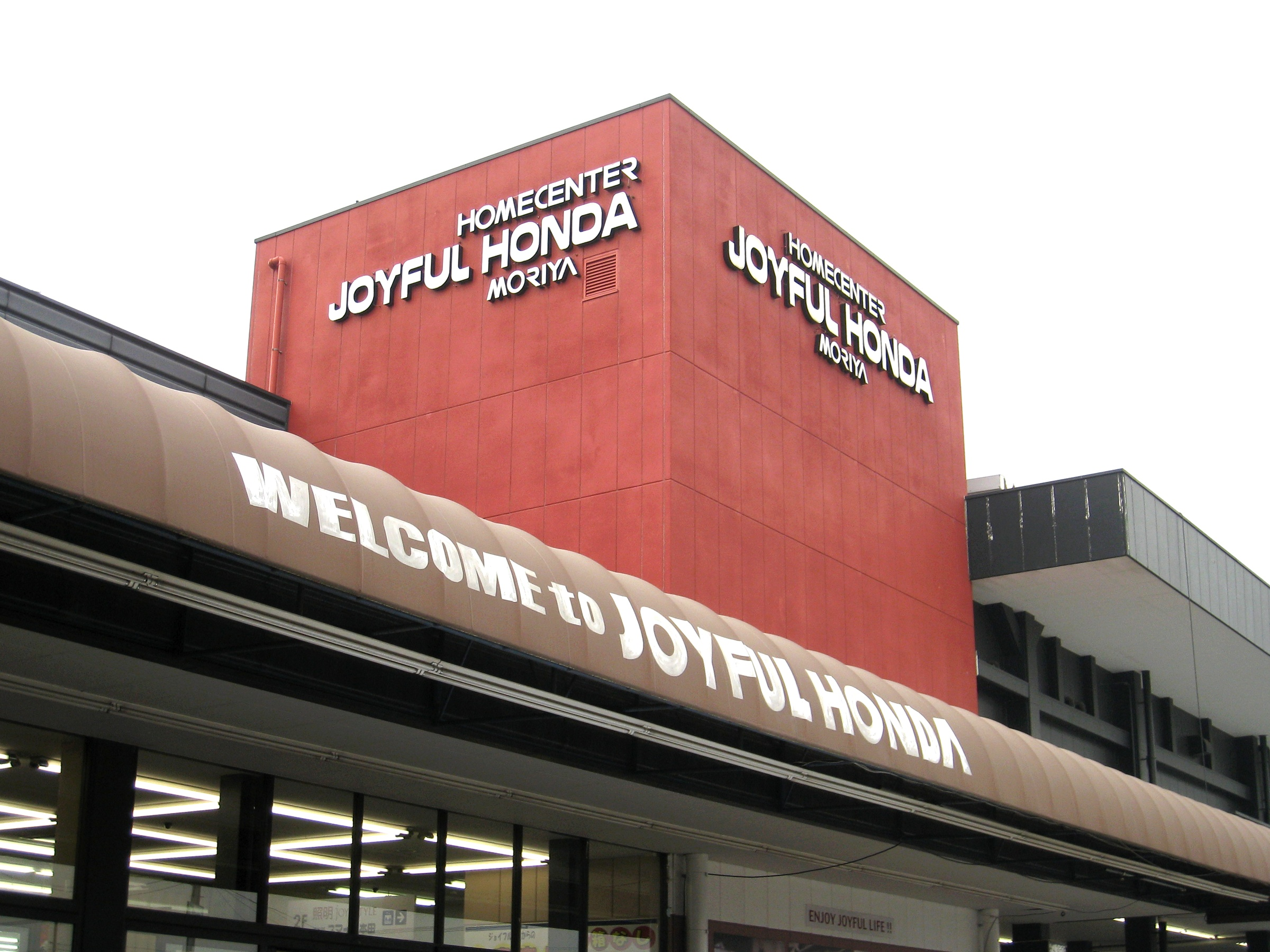
Centro comercial.